# Shapleysuperhopen
Shapleysuperhopen är den största superhopen i vår del av universum. Superhopen ligger i stjärnbilden Kentauren och består av över 8 000 galaxer, som dras mot varandra istället för att expandera som det kringliggande universum. 

## Historia
I slutet av 1920-talet startade astronomen Harlow Shapley och hans kollegor en kartläggning av galaxer på södra stjärnhimlen. År 1932 rapporterade de sammanlagt 76 000 galaxer ljusstarkare än skenbara magnituden 18 på en tredjedel av södra stjärnhimlen. Shapley kunde se det mesta av det så kallade "Coma-Virgo-molnet", vilket vi idag vet är en superposition av Comasuperhopen och Virgosuperhopen, men han fann också ett "moln" i stjärnbilden Kentauren som var en enorm koncentration av galaxer. Detta kan identifieras som det vi idag vet är kärnan i Shapleysuperhopen.
Superhopen återupptäcktes av Somak Raychaudhury på 1980-talet och han namngav hopen efter Harlow Shapley.

## Aktuell forskning
Lokala galaxhopen inklusive Vintergatan rör sig, relativt den kosmiska bakgrundsstrålningen, i riktning mot Stora attraktorn och enligt aktuell forskning drar sig i sin tur Stora attraktorn mot Shapleysuperhopen.